# Михайлов, Леонид Васильевич (Герой Советского Союза)
Леонид Васильевич Михайлов (1906—1941) — советский военный лётчик, командир эскадрильи 10-го скоростного бомбардировочного полка, капитан. Герой Советского Союза (1941, посмертно). 4 июля 1941 года в 6 километрах от деревни Рубеняты
направил горящий самолёт на колонну вражеской техники.

## Биография
Родился 3 марта 1906 года в Санкт-Петербурге. В 1918 году с родителями переселился в деревню Шестьково ныне Тверской области. Окончил 7 классов. Работал пастухом.
В Красной Армии с 1928 года. Служил в отдельной роте связи в городе Великие Луки. В 1932 году окончил Ленинградскую авиационную военно-теоретическую школу, в 1933 году — 14-ю Энгельсскую военную школу лётчиков. Член ВКП(б) с 1932 года. В 1934 году окончил Качинские авиационные курсы командиров звеньев, после чего был направлен для дальнейшего прохождения службы в 10-й скоростной бомбардировочный полк, базировавшийся в Гатчине под Ленинградом.
Участник советско-финской войны 1939—1940 годов. Участвуя в прорыве линии Маннергейма, совершил 74 боевых вылета.
Участник Великой Отечественной войны с 22 июня 1941 года.
4 июля 1941 года в небе около деревни Рубеняты экипаж самолёта в составе капитана Михайлова, штурмана Левенца, стрелка-радиста Шереметьева направил свой горящий самолёт на колонну фашистских танков. За этот наземный огненный таран удостоен звания Героя Советского Союза посмертно Указом Президиума Верховного Совета СССР «О присвоении звания Героя Советского Союза начальствующему составу Красной Армии» от 22 июля 1941 года за «образцовое выполнение боевых заданий командования на фронте борьбы с германским фашизмом и проявленные при этом отвагу и геройство».
Награждён орденами Ленина и Красного Знамени.
Приказом министра обороны от 7 января 1959 года капитан Михайлов навечно зачислен в списки 1-й эскадрильи одного из авиационных полков.
Его имя увековечено на мемориальной доске навечно зачисленных в списки экипажей кораблей, установленной на Аллее Славы в городе Кронштадт.